# Kościół św. Michała i Aniołów w Clifton Hampden
Kościół św. Michała i Aniołów – kościół znajdujący się w miejscowości Clifton Hampden (Wielka Brytania, hrabstwo Oxfordshire).
Kościół został zbudowany na wzniesieniu górującym nad Tamizą. Zbudowano go w XIII w. lub w końcu XII w. W latach 1843–1844 został odnowiony i przebudowany przez George'a Gilberta Scotta (prezbiterium odnowiono w 1866, prawdopodobnie także za sprawą Scotta) na zamówienie tutejszego dziedzica, Henry'ego Hucksa Gibbsa. Posiada trójnawowy (korpus nawowy czteroprzęsłowy), z dwuprzęsłowym prezbiterium. Nad główną fasadą wznosi się ośmioboczna wieża. Wyposażenie pochodzi głównie z XIX w., m.in. mozaiki stanowiące tło ołtarza. Zachowały się średniowieczne rzeźbienia przedstawiające polowanie na dzika.